# Pond Inlet

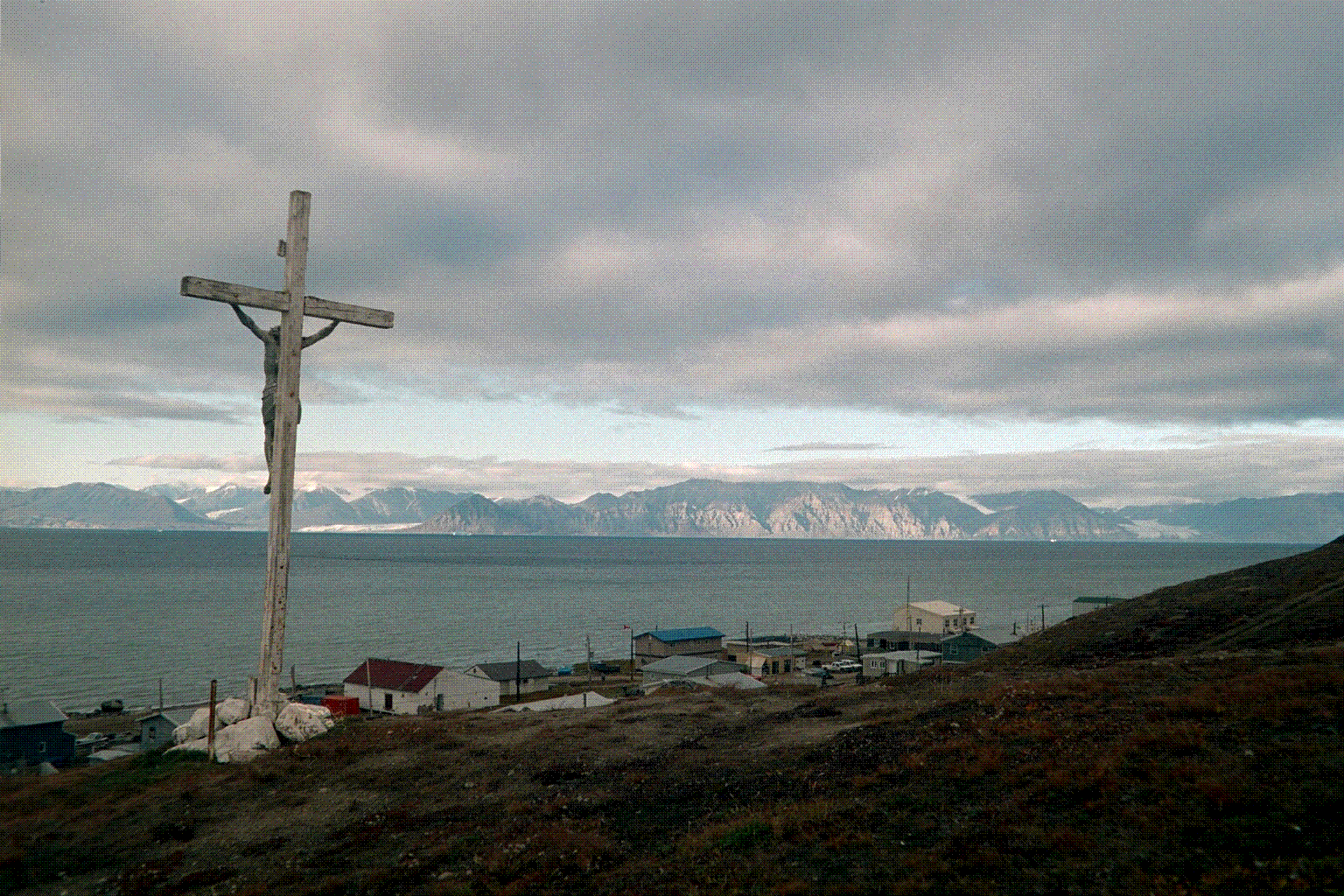
Blick über Pond Inlet nach Bylot Island

Pond Inlet (Inuktitut: Mittimatalik, ᒥᑦᑎᒪᑕᓕᒃ), Territorium Nunavut, ist eine an der Nordküste der Baffin-Insel am Ostufer des Eclipse Sound und am Meeresarm Pond Inlet gelegene Siedlung mit etwa 1.600 Einwohnern (davon 93 % Inuit). 

## Geschichte
Als die Siedlung in der ersten Hälfte des 20. Jahrhunderts entstand, erhielt sie die gleiche Bezeichnung wie der Meeresarm – Pond Inlet. Die Inuit nennen den Ort Mittimatalik, „Mittimas Platz“. Wer Mittima ist oder war, ist unbekannt.
Das Gebiet zwischen den heutigen Siedlungen Pond Inlet und Iglulik ist seit etwa 4.000 Jahren von Menschen der Dorset-Kultur und danach der Thule-Kultur besiedelt, den Vorfahren der heutigen Inuit, die sich selbst „Tununirmiut“ nennen (nach Tuniniq, „Land, dessen Gesicht sich von der Sonne abwendet“). Der Meeresarm Pond Inlet, von dem Forscher John Ross 1818 nach einem englischen Astronomen zunächst Pond’s Bay benannt, verbindet den Eclipse Sound mit der Baffin Bay. Nach John Ross kamen immer häufiger Walfangschiffe, und 1903 wurde hier schließlich eine Walfangstation etabliert, die sich jedoch bald nicht mehr rentierte und schon 1912 wieder aufgegeben wurde. 
Gegen 1850 brach der Camp-Führer und Schamane Qillarsuaq auf der Flucht vor Feinden mit 60 Inuit aus dem Gebiet Tuniniq über die Inseln Bylot, Devon und Ellesmere nach Nord-Grönland auf. Diese Reise des Camp-Führers hatte bedeutenden Einfluss auf das Leben der in Nord-Grönland seit mehr als einem Jahrhundert isolierten Polar-Inuit, denn so erst wurden sie mit der neuesten Inuit-Technologie vertraut. Seit jener Zeit bestehen verwandtschaftliche Beziehungen zwischen den Tununirmiut und den in der Gegend von Thule lebenden Polar-Inuit.
1912 kamen drei Expeditionen auf der Suche nach Gold in die Pond-Inlet-Region und eröffneten nach vergeblicher Suche Handelsposten, die 1921 von der Hudson’s Bay Company übernommen wurden. 1929 wurden eine römisch-katholische und eine anglikanische Missionsstation errichtet. Die katholische Kirche wurde neu aufgebaut, nachdem die ursprüngliche Kirche 1994 einem Brand zum Opfer fiel. Bei dem Brand kam der 37 Jahre lang hier wirkende Oblaten-Pater Guy Mary-Rousselière, zugleich Archäologe und Anthropologe, ums Leben.
In den 1960er Jahren entstand die erste Schule für die in den Camps der Umgegend lebenden Kinder. 1996 wurde ein Kultur- und Bibliothekszentrum eröffnet, das seiner äußeren Gestalt wegen den Namen „Nattinnak Building“ trägt (Inuktitut für tafelförmiger Eisberg).

## Tourismus
Pond Inlet dürfte mit zu den am schönsten gelegenen Siedlungen in der Arktis zählen. Umgeben von den auch im Sommer Eisberge führenden Gewässern des Eclipse Sound und des Inlet, in denen sich Weißwale (Beluga-Wale), Narwale und zuweilen auch Grönlandwale tummeln, wird die Landschaft von den fünfundzwanzig Kilometer entfernt aus dem Meer aufragenden Klippen und Gletschern der Bylot-Insel, Teil des Sirmilik-Nationalparks, beherrscht.
Auf ihrem Weg durch die Nordwestpassage kommen regelmäßig Kreuzfahrtschiffe nach Pond Inlet.